# 吴宜泽
吴宜泽（2003年10月14日—）是一位中国职业斯诺克运动员，生于甘肃兰州。2021年至2022年司諾克賽季是他的首個斯諾克賽季。  吳宜澤曾殺入2024年斯诺克英格兰公开赛決賽。